# Hoshi o Ou Kodomo
Viagem Para Agartha (星を追う子ども, Hoshi o Ou Kodomo) é um filme de animação japonês de 2011 realizado por Makoto Shinkai. Foi nomeado para o Prémio de Melhor Filme de Animação na 5ª edição dos Asia Pacific Screen Awards.

## Sinopse
Asuna é uma jovem que foi forçada a crescer rapidamente; seu pai morreu, enquanto sua mãe, uma enfermeira, trabalha longos turnos em um hospital. Asuna gasta os seus dias solitários, ouvindo músicas misteriosas emanadas de um receptor dado pelo seu pai como uma lembrança.
Ao voltar para casa em um dia qualquer, ela se depara com uma terrível criatura e é salva por um garoto misterioso chamado Shun. Ela cuida de suas feridas e ele para retribuir dá uma 'benção' em forma de um beijo na testa, ele fala que vem de outro país e que veio para encontrar algo. Asuna descobre que ele veio de um mundo mítico subterrâneo chamado Agartha. Uma organização militar misteriosa tenta encontrar o portal de entrada para o tal mundo. Asuna e seu professor Ryuji realizarão uma longa e aventurosa viagem para buscar o Portal da Vida e da Morte, o maior segredo de Agartha, e que é capaz de trazer pessoas à vida novamente.

## Personagens Principais
Asuna Watase (渡瀬 明日菜)
Uma garota alegre e espirituosa, seu passatempo é subir a montanha e escutar músicas misteriosas enquanto contempla o pôr-do-sol.
Ryūji Morisaki (森崎 竜司)
Professor de Asuna, conhece muitas coisas sobre o mundo de Agartha.
Shun Canaan Preases(シュン・クァーナン・プラエセス )
Um menino misterioso de Agartha que se torna um amigo de Asuna depois que ele a salva do ataque de um monstro.
Shin Canaan Preases (シン・クァーナン・プラエセス)
O irmão mais novo de Shun que vai para recuperar as Claves que estão com as pessoas do mundo externo.